# Труфановский Починок
Труфановский Починок — деревня в Красноборском районе Архангельской области. Входит в состав Черевковского сельского поселения.

## География
Находится в юго-восточной части Архангельской области на расстоянии приблизительно 46 км на запад-северо-запад по прямой от административного центра района села Красноборск на левобережье реки Северная Двина.

## История
В 1859 году здесь (деревня Сольвычегодского уезда Вологодской губернии) было учтено 6 дворов.

## Население
Численность населения: 37 человек (1859 год), 54 (русские 94 %) в 2002 году, 28 в 2010.